# Верни, Дина
Дина Верни́ (урождённая Дина Яковлевна Айбиндер, фр. Dina Vierny (Aibinder); 25 января 1919, Кишинёв, Бессарабия — 20 января 2009, Париж) — французская натурщица и галеристка, искусствовед, певица, муза скульптора Аристида Майоля. Кавалер ордена Почётного легиона (1991).

## Биография
Дина Айбиндер родилась в музыкальной еврейской семье в Кишинёве (в ту пору в составе аннексированной Румынией Бессарабии). Её отец, Яков Айбиндер (9 декабря 1889, Кишинёв, Бессарабская губерния — 12 декабря 1943, концлагерь Освенцим, Польша) был пианистом, мать — музыкантом, тётя — оперной певицей.
В 1925 году семья покинула Румынию и через Одессу, Варшаву и Берлин перебралась в Париж, где её отец устроился аккомпаниатором сеансов немого кино. Там, когда ей было 15 лет, друг её отца архитектор Жан-Клод Дондел познакомил её со знаменитым скульптором, тогда уже непререкаемым и престарелым классиком 73 лет Аристидом Майолем, и Верни стала его излюбленной моделью. Он представлял её в виде разнообразных ню в бронзе, мраморе и прочих материалах (композиции «Река», «Воздух», «Гармония» и множество других) и благодаря этому творческому содружеству вновь начал рисовать. Верни приходила в мастерскую Майоля почти каждый день и позировала по три часа. На многих ранних изображениях её голова наклонена вниз, а взгляд очень сосредоточен. Дина в это время делала уроки, а Майоль даже подготовил для неё специальную подставку для учебников. Верни позировала также Матиссу, Боннару и Дюфи, главным образом во время каникул от учёбы в Парижском университете. Была знакома с Бретоном, Дюшаном, С. Поляковым, С. Шаршуном; снималась в кино вместе с Жаном-Луи Барро и Бернаром Блие. Выступала в эстрадном коллективе «Октябрь», которым руководил Жак Превер. В 1938 году вышла замуж за начинающего кинооператора Сашу Верни.
В годы Второй мировой войны Дина Верни принимала участие в движении Сопротивления — сначала в Париже, затем в Банюле — в имении Майоля, который укрывал её во время оккупации. В тайне от Майоля Верни осуществляла переправку беженцев через Пиренеи в Испанию, сотрудничая с марсельской подпольной группой американского журналиста Вариана Фрая, была арестована французской полицией и освобождена при вмешательстве Майоля, который направил её в Ниццу к Анри Матиссу. Однако вскоре она нелегально отправилась в Париж, где в 1943 году была вновь арестована, на этот раз гестапо, и освобождена после 6 месяцев тюремного заключения после обращения Майоля к Арно Брекеру и ходатайства последнего. Отец Верни был депортирован и погиб в Освенциме.
27 сентября 1944 года Майоль погиб в автокатастрофе, всё своё состояние и все свои коллекции он завещал ей. Дина Верни становится владелицей галереи в Париже, одной из самых преуспевающих. С 1947 года ей принадлежит галерея на ул. Жакоб в VI округе Парижа. После денацификации в 1949 году Арно Брекер просил её помощи в организации выставки в Париже, но она отказалась.
На протяжении всей жизни Дина Верни занималась популяризацией творчества Майоля, увенчавшейся в 1995 году открытием музея Майоля — «Фонда Дины Верни» (улица Гренель, 61, тот же VI округ), который, кроме работ Майоля (а также коллекции «наивных художников» и советских нонконформистов) в постоянной экспозиции, отличается исключительно высоким уровнем выставок. 18 скульптур Майоля были ею переданы в дар французскому правительству с условием их размещения в садах Тюильри (впоследствии она передала ещё две скульптуры).
Дина Верни — соавтор многочисленных альбомов и каталогов современных художников, в том числе Франсуазы Жило, Сержа Полякова, Эрика Булатова, Андре Бошана, Жюля Паскина и Аристида Майоля. Изображения Дины Верни есть в Большой советской энциклопедии 1973 года издания в статье «Майоль», ей отведена целая фотовкладка. В 1995 году о ней вышло два документальных фильма от Ольги Свибловой и Эльдара Рязанова.

## Куклы
Дина Верни известна также как коллекционер антикварных кукол. У неё была обширная коллекция кукольной миниатюры, аксессуаров, кукольных домов, комнат, карет и повозок, а также редких кукол производства Франции и Германии конца XIX — начала XX века. Её коллекция признана одной из лучших в мире прежде всего по своему художественному уровню. Верни во многом способствовала тому, что кукольная миниатюра стала рассматриваться в качестве настоящего произведения искусства и экспонироваться в серьёзных музеях. В 1995 году часть её коллекции была продана на аукционе Сотбис.

## Музыка
Дина Верни также известна как исполнительница блатных и лагерных песен на русском языке (альбом «Блатные песни» впервые вышел в 1975 году" и переиздавался на компакт-диске).

## Политика
Тогда как родители Верни придерживались социал-демократических взглядов, она сама была сторонницей троцкизма.

## Дети
Двое детей от брака со скульптором, лауреатом Римской премии (1950) Жаном Сержем Лоркеном (Jean Lorquin, 1924—1999):
- Оливье Лоркен (Olivier Lorquin, род. 1949) — литератор, директор фонда Верни.
- Бертран Лоркен (Bertrand Lorquin, 1957—2019) — искусствовед, автор и соавтор (вместе с матерью) каталогов Майоля и ряда других художников.

## Верни и русское искусство
После посещения Советского Союза в 1959 году, Верни начала коллекционировать работы неофициальных советских художников. В галерее Верни состоялись выставки И. Кабакова, Э. Булатова, В. Янкилевского, М. Шемякина, Л. Мастерковой.